# Eilbek
Eilbek, Hamburg-Eilbek (do 1946 Eilbeck) – dzielnica miasta Hamburg w Niemczech, w okręgu administracyjnym Wandsbek.
1 kwietnia 1938 na mocy ustawy o Wielkim Hamburgu włączony w granice miasta.